# Bombardier (métier)
Pour les articles homonymes, voir Bombardier.

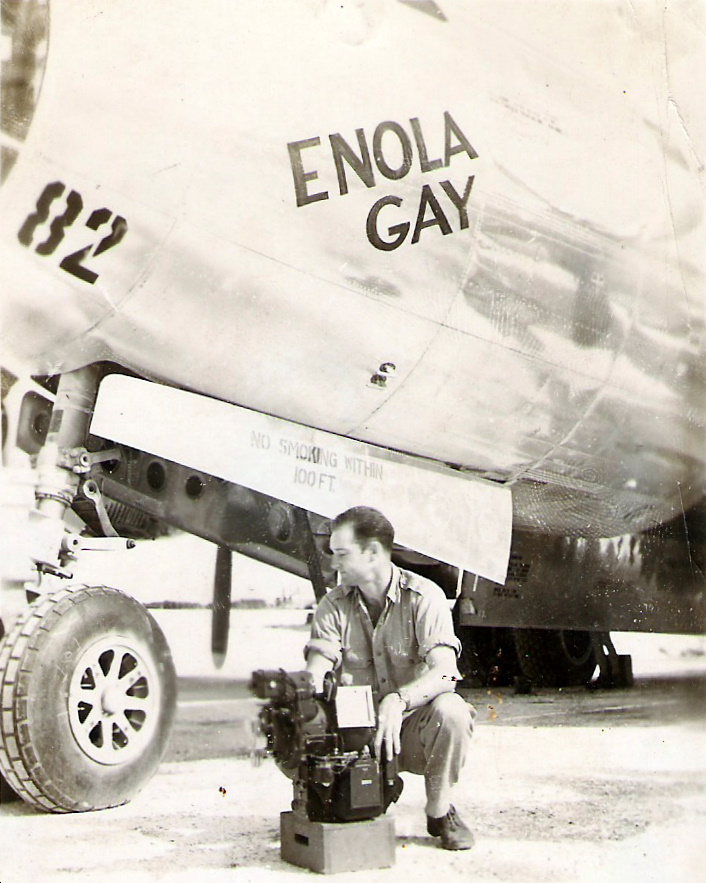
Le bombardier de l'Enola Gay Thomas Ferebee posant avec le viseur Norden à Tinian après le bombardement atomique d'Hiroshima.

Un bombardier est le membre de l'équipage d'un avion bombardier responsable du ciblage des bombes à larguer et plus généralement des bombes.

## Référence
1. ↑  « Bombardier », sur Littré